# Othresypna perplaga
Othresypna perplaga là một loài bướm đêm trong họ Noctuidae.